# Marie-Hélène Baylac
Pour les articles homonymes, voir Baylac.
Marie-Hélène Baylac, née le 12 décembre 1948, est une historienne française. Elle est également autrice de publications gastronomiques.

## Biographie
Après des études secondaires au lycée Van Vollenhoven à Dakar (Sénégal), elle entre en hypokhâgne puis en khâgne au lycée Jules-Ferry à Paris et intègre l'École normale supérieure de Fontenay-aux-Roses (promotion 1968 voie Lettres) Reçue à l'agrégation d'histoire en 1972, elle entame une double carrière d'enseignante et d'écrivaine.
Professeur au collège Desnos (Orly) puis à l'École alsacienne (Paris) (sous le nom de M-H Knight), elle est parallèlement chargée de cours à l’université Paris XII puis à l'École normale de Livry-Gargan.
À partir des années 1980, elle participe à l’écriture et à la direction d’équipes pour des ouvrages collectifs dans le domaine historique et à propos de la gastronomie.
Elle participe à des manuels scolaires, à des encyclopédies et à des émissions de télévision (Bonne question, merci de l’avoir posée sur Antenne 2 puis Les surdoués sur La Cinq). Elle collabore à la galerie des prix Nobel de la paix du Mémorial de Caen en 1991. En 1999, elle est commissaire de l’exposition 150 ans de vie quotidienne des Français, de la création du timbre-poste à nos jours, qu’elle monte à l’occasion du Mondial du timbre au Parc des expositions de la porte de Versailles.

## Principales publications

### Histoire
- DVD (participation) Le général Bertrand dans l'ombre de Napoléon, 1773-1844, O'Centre de l'Histoire, vol.6.
- « La vie à Gorée de 1677 à 1789 », Revue française d’histoire d’outre-mer, tome 57, no 209, 1970[4].
- "Gorée au XVIIe siècle : l'appropriation du sol", Revue française d’histoire d’outre-mer, n°234, 1977.
- Nombreux articles dans les volumes d’histoire et de géographie de l’Encyclopédie Clartés, éditions Techniques (devenues éditions du Juris-classeur puis éditions Clartés) de 1979 à 2007.
- Les objets racontent l’Histoire (en collaboration avec J.Garrigues), éditions Larousse, 2000.
- Le sang des Bourbons, éditions Larousse, 2009[5].
- Napoléon, Empereur de l’île d’Elbe, avril 1814-février 1815, éditions Tallandier, 2011.
- Souvenirs d’un officier de Napoléon à l'île d'Elbe, le capitaine Raoul, éditions Soteca, 2013.
- Ces objets qui ont fait l’Histoire[6], éditions First, 2013.
- Histoire des animaux célèbres, Perrin, 2015. Ouvrage couronné par le prix Fernand Méry, 2015.
- « L'Incorruptible chez les Duplay », Une journée avec, collectif sous la direction de F.-O. Giesbert et CL. Quétel, Perrin - Le Point, 2016.
- Hortense de Beauharnais, Perrin, 2016.  (ISBN 978-2-2620-3996-7). Ouvrage couronné par le Prix Spécial du Jury de la Fondation Napoléon, 2016.
- Les secrets de la Révolution française, La Librairie Vuibert, 2017.
- « 22 juin 1791, la nuit où la monarchie française est morte », Une journée particulière, collectif sous la direction de F.-O. Giesbert et CL. Quétel, Perrin - Le Point, 2017.
- La Petite Histoire : Les animaux célèbres, Librio, 2018.
- Contribution à Dans l'intimité d'un empereur, Napoléon Ier, l'époux, le père, l'amant, Liénart-Musée de la Roche-sur-Yon, 2019.
- Agatha Christie, Les mystères d'une vie, Perrin biographie, 2019.
- Agatha Christie, La plume empoisonnée, Historia n° spécial janvier-février 2020, no 51, Les grandes affaires de poisons.
- « Les journées de février 1848. La fin de la monarchie », Révolutions françaises du Moyen Âge à nos jours, collectif sous la direction de P. Gueniffey et F.-G. Lorrain, Perrin - Le Point, 2020.
- « Albert de Broglie, Le dernier combat de l'orléanisme », Les grandes figures de la droite, sous la direction de J-Ch. Buisson et de G. Tabard, Perrin - Le Figaro Magazine, 2020.
- « Louis XVI force le passage à Varennes », On refait l'Histoire !, sous la direction de Claude Quétel, First Editions, 2020.
- La peur du peuple : Histoire de la IIe République, 1848-1852, Perrin, 2022, 480 p.  (ISBN 978-2-262-07066-3) Ouvrage couronné par le Prix Guerres et Paix 2022 et par le Prix Histoire du Nouveau Cercle de l'Union 2023.
- Agatha Christie, Perrin, collection Tempus, 2022.
- Louise Michel, Perrin Biographie, 2024. uvrage couronné par le Prix Eugène Colas, décerné par l'Académie française 2025.
- La peur du peuple Histoire de la IIe République 1848-1852, Perrin, collection Tempus, 2024.
- La passagère Agatha, L'Histoire n°533-534, juillet-août 2025.

### Ouvrages scolaires
Autrice puis directrice de manuels d’histoire, d’histoire et géographie, d’éducation civique, juridique et sociale, premier et second cycles, éditions Bordas de 1989 et 2007.

### Gastronomie
- Écriture de Jardin secret, secrets de jardin pour Nicolas le Jardinier, éditions Michel Lafon, 1992 - publié sous le nom de M.-H. David
- Recettes pratiques du marché, éditions Atlas, 1993-1996 - publié sous le nom de M.-H. David
- Les pâtes et leurs mille saveurs, éditions Atlas, 1998-1999 - publié sous le nom de M.-H. David
- Cuisine chinoise, indienne et exotique, éditions Atlas, 2003-2006 - publié sous le nom de M.-H. David
- La Provence gourmande (collaboration à Jean-Pierre Coffe), éditions Atlas, 2007 - Sous le nom de M.-H. David
- Dictionnaire gourmand, du canard d'Apicius à la purée de Joël Robuchon, éditions Omnibus, mai 2014. Ouvrage couronné par le prix Archestrate-Médéric 2014[7].  (ISBN 978-2-258-09241-9).
- Un repas gourmand à la française, Histoire, recettes et littérature, éditions Omnibus, octobre 2016.  (ISBN 978-2-258-13654-0).
- Participation à La France à table, documentaire de Julia Bracher, AB Productions, décembre 2019, diffusion chaîne Toute l'Histoire.
- L'instant gourmand, RCF en Bourgogne, du lundi au vendredi, depuis du 31 août 2020 au 1er juillet 2022[8].

## Distinctions

### Décorations
- Chevalière de l'ordre des Arts et des Lettres (2020)[9]
- Chevalière de l'ordre des Palmes académiques (2024)

### Prix
- Prix Archestrate (2014)[10]
- Prix Fernand Méry (2015)[11]
- Prix spécial du Jury de la Fondation Napoléon (2016)[12]
- Prix Guerres et Paix (2022)
- Prix Histoire du Nouveau Cercle de l'Union (2023)
- Prix Eugène Colas, décerné par l'Académie française (2025)